# Daniel Rojas Conejo
Daniel Rojas Conejo (San Ramón, Alajuela, Costa Rica, 28 de desembre de 1956) és un antropòleg costa-riqueny.

## Vida
Rojas va cursar Estudis Generals i de llengua anglesa i italiana a la universitat de Costa Rica amb la investigació “Demanda educativa de nivel superior en el Cantón Central de Limón". Es va graduar a la mateixa universitat en arqueologia el 1987 i en antropologia el 1989, llicenciant-se el 1993 en antropologia.
Entre 1995 i el 2001 va fer estudis doctorals en el Institut d'Etnologia, Facultat de Ciències Socials i Filosofia de la Philipps-Universität de Marburg, Alemanya, realitzant treball de camp el 1997 i 1998 a la zona de Talamanca (Costa Rica) amb la seva tesi: “Identidad cultural indígena en la tensión entre la tradición y la modernidad: El caso del pueblo bribri en Costa Rica”.
Ha realitzat tasques com a investigador en arqueologia tot i que la major part de les seves ocupacions han estat emmarcades en el terreny de l'antropologia. Com a antropòleg ha compaginat les tasques docents, la investigació i l'assessoria per a diferents institucions públiques, la Universitat de Costa Rica, com a membre del comitè científic CIICLA (Centro de Investigacion en Identidad y Cultura Latinoamericanas) i com a membre de l'equip coordinador del “Programa de Pueblos y Territorios Indígenas y de pueblos Indígenas” del CONARE, entre d'altres.
Ha realitzat treballs entre els indígenes Bribris, Boruca, Curré, Kabécar, Ngobes o Guamís i Terraba en la zona de Costa Rica i Panamà. Des del 2001 participa com a investigador en el projecte “Identidad cultural y formas de organización de las comunidades borucas” i en el “Análisis situacional de la educación en el área de acción de la Sede del Atlántico de la UCR. Fundamento para el desarrollo de un programa en investigación educativa”, i en altres projectes posteriors relacionats amb l'educació, la cultura i les comunitats indígenes, com un projecte d'educació alternatiu de la Universitat de Costa Rica en la zona de Talamanca. Actualment compagina aquestes tasques d'investigació i assessoria amb la docència per a la Universitat de Costa Rica, on imparteix diverses assignatures.

## Recerca

### Treballs i investigacions amb les comunitats indígenes de Costa Rica
En els seus estudis amb les comunitats indígenes de Costa Rica, Daniel Rojas Conejo, ha treballat essencialment a la zona de Talamanca, al sud de la província de Limón, on destaquen les comunitats indígenes bribri i cabécar. Com es pot apreciar en el mapa de la Universitat de Costa Rica, la zona de Talamanca concentra gran part dels pobles indígenes a la zona de Costa rica, preservats durant segles per les muntanyes on els colonitzadors no hi tenien interès econòmic i la duresa del terreny en dificultava la colonització. En els seus treballs s'ha interessat en la construcció de les identitats indígenes, la pèrdua de les llengües originàries i els problemes que genera la interacció en un contacte desigual amb les estructures estatals i la cultura de la globalització i, especialment, en el terreny educatiu. Aquest interès pel conflicte entre la preservació de les cultures indígenes i la modernitat és l'eix central en el seu treball sobre els Bribris. La possibilitat de compatibilitzar la pròpia cultura amb la incorporació de les comunitats indígenes al món estatal i a la modernitat, en termes generals, es postil·la com un camí realitzable a través de l'educació a l'escola. En aquest sentit, Daniel Rojas participà en la definició d'un model alternatiu per a l'educació indígena, sota projectes de la Universitat de Costa Rica al Alto Chirripó, i en altres projectes educatius alternatius en les comunitats indígenes de Coroma, Bajo Cuén i Mojoncito, i Sepecue.
Mapa de pobles indígenes

## Obres
- Reflexiones sobre mitología y pensamiento indígena en los bribris. Constitución de la identidad cultural. Repertorio Americano. Nueva época, Nº 13-14, enero-diciembre del 2002.
- El conflicto entre tradición y modernidad: constitución de la identidad cultural indígena bribri. Cuadernos de Ciencias Sociales, Nº 126, FLACSO, 2002.
- CURRÉ: Un acercamiento a la construcción de la identidad cultural en tiempos del particularismo globalizado. Cuadernos de Intercambio, CIICLA, Nº 2: 2003-2004.
- Los bribris de Costa Rica. Reflexiones sobre chamanismo y cosmovisión indígena. Revista Herencia, Vol. 15, Nº 2, 2003.
- Indigene Kulturidentität im Spannungsfeld zwischen Tradition und Moderne: Der Fall des Bribris-Volks in Costa Rica. Editorial Curupira, Instituto de Etnología, Philipps-Universität Marburg, Alemania, 2006.
- Rey Curré: Resistencia Cultural y la Constitución de la Identidad Cultural dentro de un Proceso Global. Revista Ístmica‑UNA. (en premsa).
- Dilema e Identidad del Pueblo Bribri: Editorial Universidad de Costa Rica. (Julio 2009).
- Los usekras: Algunos elementos sobre la cultura cabécar. Wein Congress, (2012).
- Bulusikë en los kabécar: cantos fundacionales y de celebración. En prensa (2012).